# Hemerobius harmandinus
Hemerobius harmandinus is een insect uit de familie van de bruine gaasvliegen (Hemerobiidae), die tot de orde netvleugeligen (Neuroptera) behoort. 
Hemerobius harmandinus is voor het eerst wetenschappelijk beschreven door Navás in 1910.